# 2008 a tudományban

## Biológia
- február 26. – Százmillió magot őriznek a világ legbiztonságosabbnak tartott "magtárában", a Spitzbergák Nemzetközi Magbunkerben. Nem ez az egyetlen tárház, melyet a biológiai sokszínűség megőrzésére hoztak létre a világban, de a kétmilliárd mag tárolókapacitása révén a legnagyobb, és az északi sarkkör közeli elhelyezkedése miatt a legbiztonságosabbnak mondott is.[1]

## Fizika
Csalódást okozott az LHC részecskegyorsító: a beüzemelés előtti tesztek során egy forrasztási hiba kárt okozó üzemzavarhoz vezetett, emiatt nem tudták megkezdeni a Higgs-bozon létezését bizonyító kísérleteket.

## Környezetkutatás
Nem történt áttörés a megújuló energiaforrások kutatásában és a klímaváltozás hatásai sem csökkentek. Ennek oka elsősorban az, hogy az emberiség még mindig nem szembesült a klímaváltozás szélsőséges következményeivel, vagyis nem érti az oda vezető folyamatok jelentőségét.

## Genetika
Több kutatócsoportnak is sikerült felnőttek sejtjeit "újraprogramozni", hogy őssejtként viselkedjenek, amivel közelebb léptek több betegség (így például a Parkinson-kór) gyógyításához, valamint elérhetőbbé vált mindenki számára, hogy saját testének őssejtjéhez jusson.

## Űrkutatás
- szeptember 27. – Kína történetében először tartott űrsétát az ország asztronautája, Csaj Csa-kang. A műhold pályárabocsátását végző űrhajóval hárman utaztak, a mindössze háromnapos út során történt az űreszközön kívüli túra, melynek során elveszett egy szerszámostáska is.[4]

## Díjak
- Nobel-díjak
  - Kémiai Nobel-díj: Martin Chalfie, Simomura Oszamu, Roger Tsien
  - Fizikai Nobel-díj: Yoichiro Nambu, Kobajasi Makoto és Maszkava Tosihide
  - Fiziológiai és orvostudományi Nobel-díj: Barry Marshall és Robin Warren
  - Közgazdasági Nobel-emlékdíj: Paul Krugman
- Abel-díj:  John G. Thompson és Jacques Tits
- Wolf-díj
  - matematikai: Pierre Deligne, Phillip Griffiths, David Mumford
  - kémiai:  Allen Bard, William Moerner
  - agrártudományi:  John Pickett, James Tumlinson, Joe Lewis
  - orvostudományi:  Howard Cedar, Aharon Razin
  - művészeti: Giya Kancheli, Claudio Abbado

## Halálozások
- február 2. – Joshua Lederberg biológus, molekuláris genetikus
- február 14. – Csörgő Sándor magyar matematikus, akadémikus
- március 3. – Malcolm McKenna  amerikai paleontológus. zoológus
- április 13. – John Archibald Wheeler Fizikai Wolf-díjas amerikai elméleti fizikus (* 1911)
- április 16. – Edward Lorenz amerikai meteorológus
- április 29. – Albert Hofmann svájci vegyész (* 1906)
- május 15. – Willis E. Lamb Nobel-díjas amerikai fizikus
- június 24. – Leonid Hurwicz Nobel-díjas orosz-amerikai közgazdász
- augusztus 13. – Henri Cartan Wolf-díjas francia matematikus
- augusztus 23. – Thomas Huckle Weller Nobel-díjas amerikai orvos, virológus, parazitológus (* 1915)
- október 8. – George Emil Palade megosztott Nobel-díjas román-amerikai sejtbiológus (* 1912)
- október 26. – Arthur Kornberg, amerikai biokémikus
- október 31. – Hollán Zsuzsa, magyar orvos, akadémikus
- október 11. – Meskó Attila, magyar geofizikus, akadémikus